# Acide gymnémique
L’Acide gymnémique est un mélange d’hétérosides isolés des feuilles de Gymnème sylvestre (Asclepiadaceae) qui a la propriété de masquer la saveur sucrée.

## Chimie
L’acide gymnémique est un hétéroside de la famille des glycosides triterpéniques. Plus de 20 homologues de l’acide gymnémique ont été  isolés de la plante. Parmi eux c’est l’acide gymnémique 1 qui possède le pouvoir inhibiteur du goût sucré le plus puissant.

### Inhibition du goût sucré
Comme la ziziphine et l’hodulcine, l'acide gymnémique modifie la sensation du goût sucré en bouche, en effet après avoir mâchouillé des feuilles de gymnème sylvestre, des solutions sucrées avec du saccharose ont un goût d’eau pure. Il entre en compétition avec le sucre au niveau des récepteurs du goût dans la bouche et n’affecte donc pas les goûts acides, amers ou salés.
L'acide gymnémique modifie la perception de la saveur sucrée de la plupart des édulcorants comme les édulcorants intenses artificiels, aspartame, et naturels, thaumatine (une protéine) et stévioside.
Le phénomène d’inhibition est réversible, la langue peut mettre jusqu’à 10 minutes pour retrouver la perception de la saveur sucrée.
L'acide gymnémique inhibe aussi l'action de la Miraculine.

## Propriétés sur la santé
Ils sont connus pour inhiber l'absorption intestinale du glucose chez les humains et les rats. Ce qui occasionne une diminution du taux de glucose dans le sang, et modifie la sécrétion d'insuline.
Il a été observé que l'acide gymnémique peut aussi fortement inhiber l'absorption d'acide oléique dans l'intestin du rat.